# Riesending-Schachthöhle

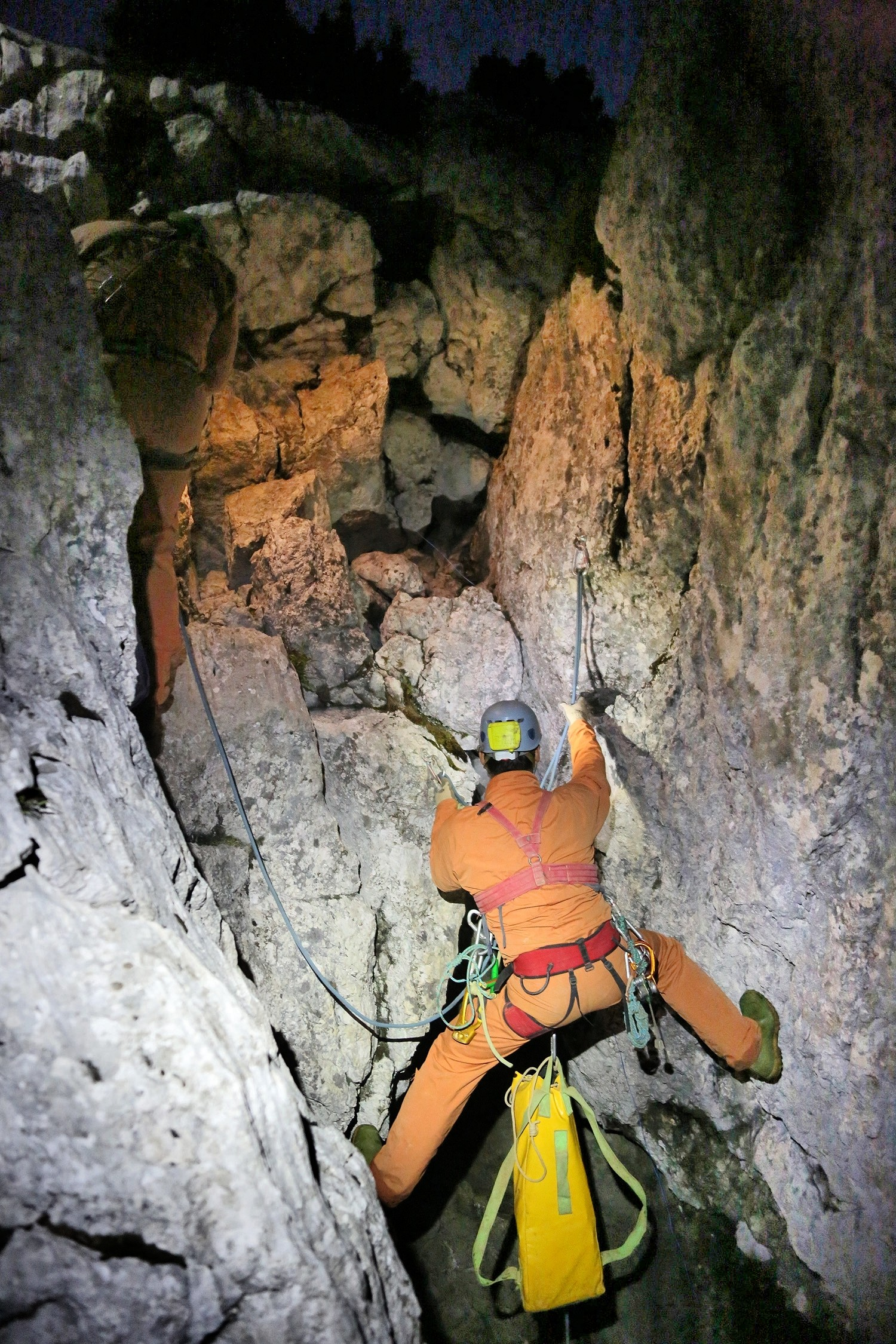
Höhlenforscher in der Eingangsdoline der Höhle

Die Riesending-Schachthöhle ist eine Höhle im Untersberg in den Berchtesgadener Alpen auf dem Gebiet der bayerischen Gemeinde Bischofswiesen. Mit vermessenen 26,7 Kilometern Länge und 1149 Metern Tiefe ist sie die längste und tiefste bekannte Höhle Deutschlands. Die Höhle ist vom Bayerischen Landesamt für Umwelt (LfU) als besonders wertvolles Geotop ausgewiesen.
Sie war im Herbst 1996 von Forschern der Arbeitsgemeinschaft für Höhlenforschung Bad Cannstatt e. V. entdeckt worden. Durch die aufwändige Rettung 2014 von Johann Westhauser erfuhr sie internationales Medienecho.

## Name
Der Name geht auf den erstaunten Ausruf „Das ist ja ein Riesending!“ bei der Entdeckung der Höhle zurück.

## Charakteristik
Die Karsthöhle entstand durch Lösung des Kalkgesteins und ist „mit ihrer Anlage an Störungen und ihrem Stockwerksbau ein Musterbeispiel für die Höhlenentstehung in den Nördlichen Kalkalpen“. Große Sedimentmengen weisen auf eiszeitlich bedingte Höhlenbildungsprozesse hin.
Direkt nach dem Einstieg auf dem Karstplateau des Untersbergmassivs in 1843 m ü. NHN m Höhe führt eine Folge von Schächten 450 m senkrecht nach unten. Hier durchfließt auf einer Höhe von 1400 m ü. NHN, auf dem die Höhle ein erstes Horizontalniveau erreicht, ganzjährig ein Bach eine enge Canyon-Passage, der sich zahlreiche Schachtstufen anschließen. Der Bach, Sammler genannt, wird aus zahlreichen Zubringern, meist aus hohen Schloten, gespeist. Nach einer weiteren Schachtserie von etwa 450 m Tiefe erstreckt sich ein verzweigtes Horizontalniveau. Durch mehrere Zuläufe führt der die Höhle durchfließende Bach auf diesem Niveau deutlich mehr Wasser als auf der oberen Ebene. Von hier aus führen mehrere Schacht- und Horizontalserien sowohl in die Länge als auch in die Tiefe der Höhle bis auf die derzeit bekannte Tiefe von 1148 m unter dem Einstiegspunkt. Die Mitglieder der Arbeitsgemeinschaft für Höhlenforschung Bad Cannstatt e. V. vermuten, dass die Höhle deutlich länger ist, als zurzeit durch Vermessungen belegt werden kann. Diese Vermutungen basieren auf dem starken Höhlenwind in 900 m Tiefe und werden durch Radonmessungen bekräftigt, die auf eigenständige Windbewegungen und Luftaustausch mit der Atmosphäre hinweisen, für die der bisher bekannte Eingang „nur eine untergeordnete Rolle spielt“.
Die Höhle umfasst mehrere Wasserfälle und einen 30 m langen See, der nur im Schlauchboot überquert werden kann. Besonders bei Schneeschmelze (bis Ende Juni) und bei Unwettern ist die gesamte Höhle stark hochwassergefährdet, Teile der Höhle werden dann vollständig überschwemmt. Im Eingangsteil besteht zudem die Gefahr von Eis- und Steinschlag. Die Temperatur beträgt ganzjährig zwischen 1,5 °C und 5 °C, die Luftfeuchtigkeit fast 100 Prozent. In einer Kammer in 720 m Tiefe finden sich Tropfsteine, die „vollständig mit einer dünnen Schicht an Feinstsedimenten (Silt) überzogen“ sind.
Das Höhlensystem führt sein Wasser wie der Großteil des Plateaus sehr wahrscheinlich im Norden des Untersbergs ab, vermutlich über die rund 4 km entfernte Fürstenbrunner Quellhöhle in der Salzburger Gemeinde Grödig; diese Verbindung konnte bisher aber nicht direkt nachvollzogen werden. Eine ehemals von einem Höhlenbach durchflossene Höhle zieht sich mit starkem Höhlenwind in Richtung der Quellhöhle. Es wird vermutet, dass diese gemeinsam mit der Kolowrat-Höhle und den Windlöchern ein mindestens 70 km langes, den gesamten Berg durchziehendes Höhlensystem bilden, die Verbindungshöhlen dürften jedoch größtenteils unter Wasser stehen.

## Befahrung
Als die Höhle 1996 von Hermann Sommer und Ulrich Meyer entdeckt wurde, blieb sie zunächst unbeachtet; erst ab 2002 wurde sie erforscht. Erstbefahrer und weitere Erschließer mit Beitrag zur Erforschung der Riesending-Schachthöhle im Untersberg waren Lars Bohg, Jürgen Kühlwein, Anja und Thomas Matthalm, Ulrich Meyer, Marcus Preißner und Johann Westhauser sowie ab 2004 Florian Schwarz und Wolfgang Zillig. 2003 wurde das erste Biwak in 350 m Tiefe errichtet, 2005 in 500 m und 700 m Tiefe weitere, das vierte folgte 2006 in 850 m Tiefe, im Folgejahr Biwak fünf. Seit 2010 wird ein Cave-Link-Kommunikationssystem verwendet. Dieses erlaubt den Austausch von Textnachrichten durch eine Kombination unterschiedlicher Funktechnologien. Während in der Höhle geerdete Antennen das Signal über Relais-Stationen weitergeben, überträgt die Oberflächenstation die Nachricht in das Mobilfunknetz. Nützlich ist dies beispielsweise, um aktuelle Wetterdaten zu empfangen. Die Höhlenforscher, die mehrmals im Jahr meist zu viert oder zu fünft in die Höhle gehen, übernachten in Biwaks und sind teils „mehrere Tagesreisen entfernt von der Oberfläche“ auf sich gestellt. Die Erforschung ist wegen tiefer Schächte im Gangverlauf, die nur mit technischem Klettern überwunden werden können sowie der großen Tagferne und Tiefe schwierig. Bis Mai 2014 hatte nicht einmal ein Dutzend Menschen die Höhle betreten, der einzige bekannte Zugang in der Flurnummer 94 der Gemarkung Bischofswiesener Forst wurde geheim gehalten. Es handelt sich um eine „ab dem ersten Meter […] technisch anspruchsvolle Schacht- und Wasserhöhle“, die im Mai 2014 über 9 km an Fixseilen in Schächten und Canyons verfügte. Zwischen dem Forschungsbeginn im Jahr 2002 und Mai 2014 wurden 19,2 km Ganglänge bis in eine Tiefe von 1148 m unter dem Eingang vermessen. In der Höhle wird in Kooperation mit verschiedenen Universitäten zu Höhlenentstehung und Hydrologie geforscht. Es werden Daten zu „Wasserqualität, Abflussdynamik sowie zum Eintrag von Stäuben und Sedimenten in den Hochgebirgskarst“ erhoben, was für die Trinkwasserversorgung Salzburgs relevant ist.
Als Folge der Rettungsaktion im Juni 2014 kündigte Bayerns Innenminister Herrmann am 19. Juni 2014 an, dass die Begehung zukünftig nur noch in Ausnahmefällen für Forschungsarbeiten möglich sein soll. Wegen eines drohenden „Risikotourismus“ wurde das Betreten der Höhle per Gemeindeverordnung nach § 26 Abs. 1 LStVG verboten und der Eingang mit einem Stahlgitter mit einer versperrbaren Luke verschlossen. Von der Gemeinde Bischofswiesen werden Einzelgenehmigungen bei „berechtigtem Interesse“ und körperlicher wie fachlicher Eignung erteilt.

## Unfall des Höhlenforschers Johann Westhauser

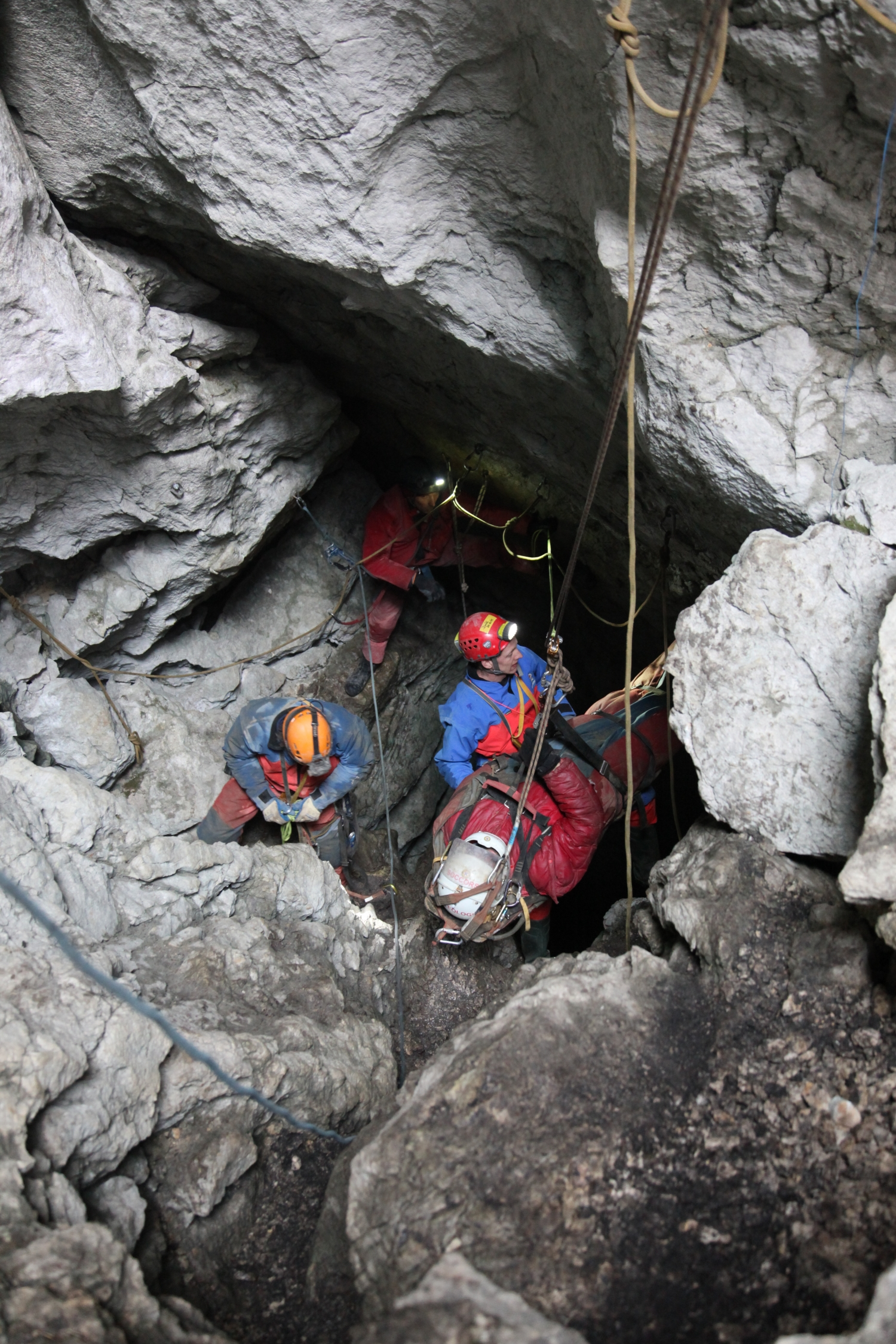
Eingang der Höhle, Rettung des Verletzten

Im Juni 2014 wurde der Höhlenforscher Johann Westhauser in rund 950 m Tiefe etwa 6,5 km vom Einstiegsschacht entfernt bei einem Steinschlag schwer am Kopf verletzt und erlitt ein Schädel-Hirn-Trauma. Einer seiner Begleiter blieb bei ihm, während der andere Begleiter aufbrach, um Hilfe zu holen. Die Rettung gestaltete sich wegen der komplizierten Höhlenstruktur äußerst schwierig, benötigte fünf Tage Vorbereitungszeit und dauerte unter der Mitwirkung hunderter Helfer aus fünf Nationen weitere sechs Tage. Über die Rettungsaktion, die als „Kapitel alpiner Rettungsgeschichte“ bezeichnet wurde, wurde international berichtet.

## Film
- 2021: Das Riesending – 20.000 Meter unter der Erde, Dokumentation, Regie: Freddie Röckenhaus, Kamera: Thomas Matthalm, Katharina Bitzer, Robbie Shone, Musik: Boris Salchow, Sprecher: Benjamin Völz. Dauer: 94 min.
- 2022: Riesending – Jede Stunde zählt, Fernsehfilmdrama von Jochen Alexander Freydank mit Verena Altenberger, Maximilian Brückner und Anna Brüggemann.
- 2025: Gefangen in Deutschlands tiefster Höhle, Dokumentation, tatsache Content GmbH im Auftrag von Funk[28]